# Couleur de la peau humaine
Pour les articles homonymes, voir Carnation.

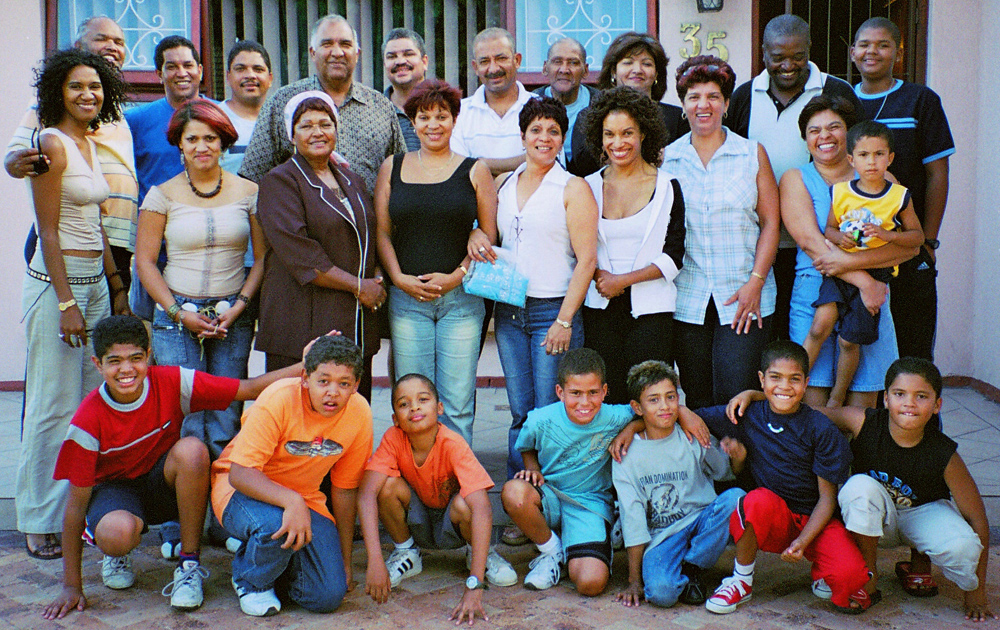
Variétés de teints de peau au sein d'une famille sud-africaine.

La couleur de la peau chez l'être humain, encore appelée teint ou carnation, présente une gradation continue de marron-foncé au mat clair presque blanc, avec parfois des tons rosés ou cuivrés. 
La quantité et la nature de la mélanine contenue dans la peau, ainsi que leur répartition, sont les principaux critères déterminant sa couleur. Par ailleurs, le carotène alimentaire peut, en quantité importante, donner une composante légèrement jaunâtre à la peau blanche. L’hémoglobine des capillaires sanguins donne une coloration rosée aux peaux claires, sauf chez les personnes ayant une couche de graisse sous-cutanée épaisse, comme c'est souvent le cas chez les Extrême-Orientaux.
La génétique joue un rôle capital dans la détermination du teint, mais aussi l'exposition au soleil, la plupart des humains bronzant sous l'effet des radiations ultraviolettes. L'absorption de certains médicaments, ainsi que des pathologies et des dépigmentations (exemple du vitiligo), peuvent aussi l'influencer. Les hormones féminines en grande quantité provoquent chez certaines femmes une hyperpigmentation partielle du visage (masque de grossesse).

## Aspect social
La couleur de la peau est une caractéristique individuelle frappante, souvent considérée comme un marqueur ethnique (importance de l’hérédité) et/ou socioéconomique (conditions de vie déterminant le temps d’exposition au soleil). Elle peut ainsi devenir chez certains prétexte à des discriminations fondées sur le racisme et/ou la hiérarchie sociale. Cette tendance à rejeter l'altérité ethnique et socioéconomique réelle ou imaginée est vraie indépendamment de l'espace-temps et de la catégorie discriminante. Aussi, dans les populations physiquement homogènes, les individus censés appartenir à l' "ethnie" mais se distinguant par une couleur de peau inhabituelle, souvent causée par une mutation génétique, souffrent en général de diverses formes de rejet (y compris le "racisme anti-albinos" et les persécutions rituelles en Afrique subsaharienne). Le colorisme, c'est-à-dire, au sein d'une population à la peau foncée, la valorisation des individus à la peau plus claire, existe également. 
Parmi les populations susceptibles de bronzer vivant dans des sociétés peu industrialisées, les personnes au teint clair (en) jouissent souvent d’un avantage social. En effet, les peaux sombres (en) sont associées à un niveau socioéconomique bas, imposant le travail en plein air. Cette situation s’est progressivement inversée à partir du début du XXe siècle en Europe. Le bronzage est devenu l’apanage de ceux qui avaient les moyens de partir en vacances, les distinguant des couches défavorisées qui travaillaient depuis le XIXe siècle de plus en plus souvent dans des lieux fermés à l'abri du soleil. Par la suite, les campagnes médicales informant des méfaits des excès de soleil ont modifié les mentalités, et au XXIe siècle, dans les pays développés, on ne juge plus du niveau socioéconomique strictement selon la couleur de la peau ; ce critère peut néanmoins jouer en tant que composante d'un physique de population d'origine « allogène » ou « indigène » à qui l'opinion générale attribue un niveau socioéconomique donné. Par ailleurs, l’influence sociale négative du teint liée au racisme véritable (qui considère que certains traits physiques génétiques signalent des caractéristiques négatives indépendantes de l'éducation et de l'environnement) est plus faible qu'au XXe siècle.
Des recherches sont entreprises pour identifier les facteurs influençant la couleur de la peau, avec pour but d’améliorer la prévention des dommages dus au soleil, les plus graves étant les cancers cutanés comme le mélanome. Elles s’appuient sur de nouvelles techniques utilisant la spectrophotométrie, permettent d’évaluer le teint plus objectivement que les nuanciers. Ces recherches peuvent aussi aider à retracer l’histoire des premiers hommes (origine, migrations) et à mieux comprendre les relations entre le génotype et l’aspect physique (phénotype).

## Physiologie
La mélanine, pigment déterminant le teint, est produite dans des cellules appelées mélanocytes. Leur nombre moyen par surface de peau est le même chez tous les humains, quelle que soit la couleur. Il dépend par contre de la partie du corps considérée (il est faible, par exemple, sur les paumes des mains).
Les différences entre les peaux claires et sombres sont essentiellement dues aux caractéristiques des mélanosomes, sortes de granules chargés de mélanine fabriqués par les mélanocytes qui les distribuent grâce à leurs bras (dendrites) aux autres cellules de la couche basale de l’épiderme, appelées kératinocytes ; celles-ci les répartissent au-dessus de leur noyau, diminuant ainsi les risques de dommage causé par les UV au matériel génétique. Un mélanocyte dessert en moyenne quarante kératinocytes. Plus les mélanosomes sont gros, nombreux et chargés en mélanine, plus la peau est foncée. Chez les personnes à peau noire foncée « sombre d’origine africaine », les mélanosomes mesurent en général plus de 0,8 micron, alors que chez les Asiatiques et les Européens, même basanés, ils sont typiquement plus petits.
D’autre part, dans les peaux noires foncées d’origine africaine, les mélanosomes sont indépendants les uns des autres, ce qui permet un étalement parfait. Des cultures de cellules in vitro ont d’ailleurs montré que les kératinocytes également présentaient des caractéristiques différentes, ceux des peaux noires africaines répartissant les mélanosomes de façon plus régulière. Chez les personnes d’origine européenne ou asiatique, quel que soit leur teint, les mélanosomes ne sont pas indépendants les uns des autres, mais regroupés dans des sortes de petits sacs ; ils ne sont donc pas en mesure d’être répartis très régulièrement au-dessus du noyau.  
Un dernier facteur, qui joue surtout chez les populations d'origine européenne, méditerranéenne ou centre-asiatique, est la nature des pigments contenus dans les mélanosomes (eumélanine ou phéomélanine) et leurs proportions respectives. La phéomélanine, orange-rouge en forte concentration, est naturellement moins foncée que l’eumélanine brun-noir.

## Génétique
Dès 1964, une recherche effectuée en Grande-Bretagne sur la couleur de la peau dans des familles mixtes afro-européennes avait mis en évidence une nette influence de l’hérédité, et la mise en jeu de plus d’un gène. Dans la population étudiée, le teint des enfants semble résulter de l’addition des teints des parents (ex: blanc + noir = métisse). En fait, sauf dans le cas de mutations pathologiques, les gènes déterminant la couleur de la peau sont encore mal connus. Ils pourraient être nombreux : sur la centaine de gènes contrôlant la couleur du poil chez les rongeurs domestiques, quinze ou vingt ont un homologue chez les humains. 
Les gènes influençant la couleur de la peau déjà identifiés sont le MC1R, dont certaines variantes (allèles) déterminent la « peau de roux » et la présence de taches de rousseur, et plus récemment le slc24a5. Le MC1R joue un rôle important surtout chez les populations européennes ou d’origine européenne. Beaucoup de ses mutations, qui entrainent un éclaircissement de la peau, existent principalement hors d’Afrique.
Le rôle du slc24a5 a été découvert lors de recherches concernant la livrée du poisson zèbre, cypriniforme d'eau douce. Les chercheurs ont montré que l’éclaircissement de la livrée chez la variété Golden est déterminé par la mutation d'une protéine codée par ce gène. Comme il a son équivalent dans l’espèce humaine, les recherches concernant son rôle ont été étendues à un échantillon de personnes d'ascendance afro-européenne. Dans ce type de population, le slc24a5 serait responsable de presque 38 % de la variabilité. L’éclaircissement de la peau serait donc dû dans un certain nombre de cas à une seule mutation de ce gène, apparue soit en Afrique du Nord, soit au Moyen-Orient, et qui se serait ensuite répandue en Eurasie, où elle se serait stabilisée. 
En dehors de la variabilité normale, certaines mutations considérées comme pathologiques peuvent influencer le teint. L'albinisme en est un exemple.

## Teint et latitude

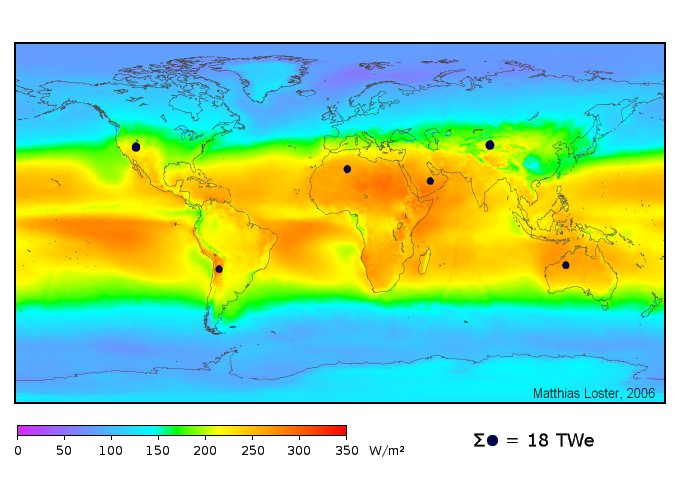
Répartition de l'énergie solaire reçue.

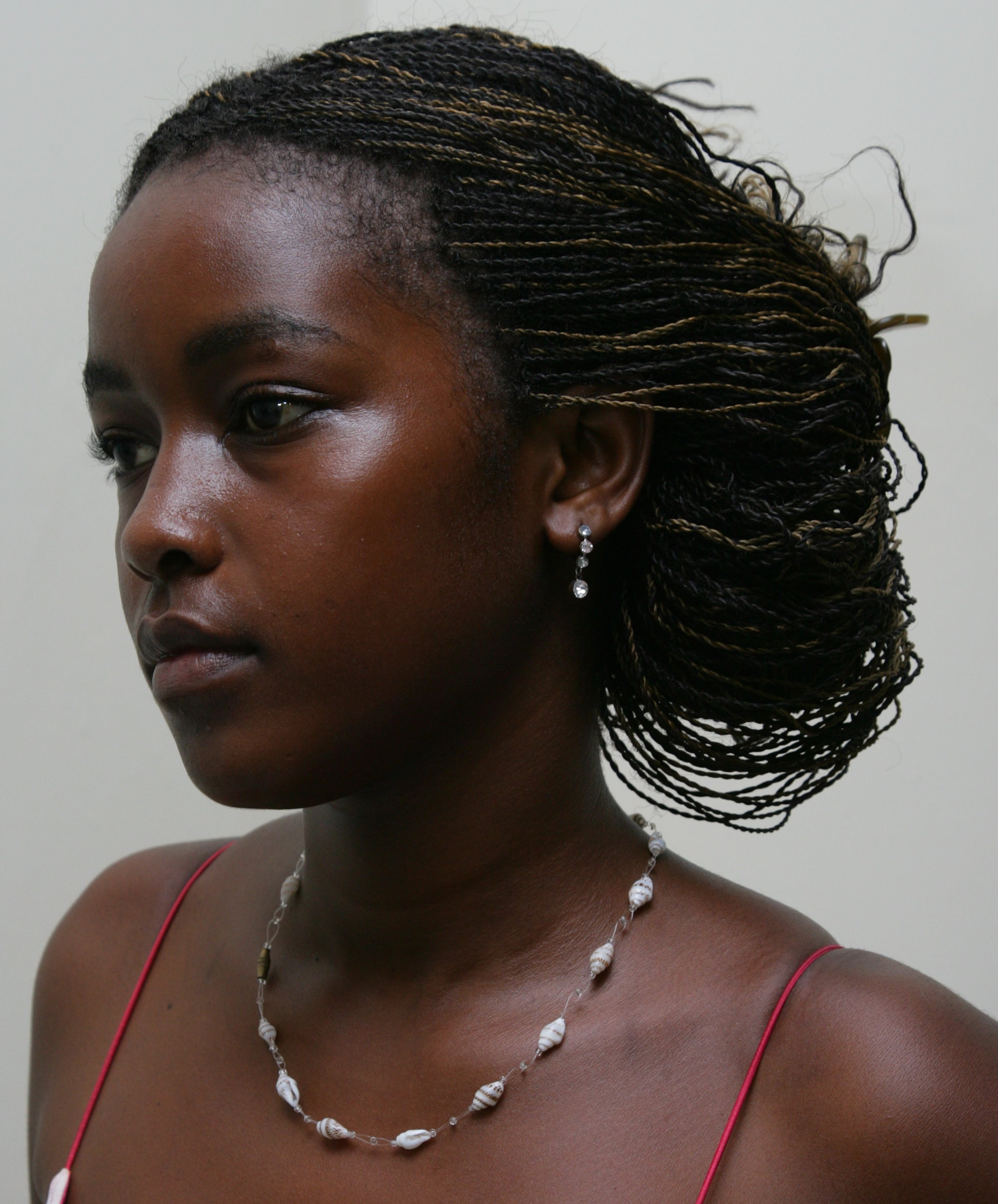
L'apparition de la peau sombre chez les Hominines il y a environ 1,2 million d'années semble être une adaptation empêchant les UV de dégrader la vitamine B9, vitamine cruciale pour la grossesse notamment.

La couleur de la peau est une caractéristique résultant d'un facteur climatique : l'insolation reçue dans une zone géographique. Ainsi le teint d'un individu varie selon son origine géographique et les variations sont, selon toute vraisemblance, dues à la sélection naturelle. La gradation du teint en fonction de la latitude a été observée depuis longtemps. En 1997, Relethford a montré que l’indice de réflexion de la peau, moindre à l’équateur, croissait en fonction de la latitude. Concrètement, cela signifie que plus l'on se situe vers les pôles, moins la peau reçoit d’UV en moyenne dans l'année, plus la couleur de peau des individus s’éclaircit. A contrario, plus l'on se déplace vers l'équateur et les basses latitudes, plus la peau des individus est foncée. Cette observation qualitative est testée quantitativement par une recherche de 2000 qui montre une forte corrélation entre la pigmentation et la latitude.

### Évolution
Les chimpanzés ont une peau essentiellement pâle sous leur fourrure. Les tout premiers hominiens africains, après la perte de leur fourrure, avaient vraisemblablement aussi une peau blanche.

#### Avantage sélectif d'une peau foncée
La pression de sélection la plus généralement retenue pour expliquer la pigmentation de la peau des premiers hominiens est l'effet délétère des UV-A, qui dégradent les folates (par photolyse) et induisent une carence en vitamine B9. Cette vitamine est cruciale chez la femme enceinte pour le bon développement embryonnaire. D'autres hypothèses sont aussi avancées, notamment les risques de brûlure et de cancers cutanés encourus par les peaux claires.

#### Avantage sélectif d'une peau claire
À l'inverse, l'hypothèse retenue pour expliquer la plus faible pigmentation de la peau sous de hautes latitudes est qu'une peau trop sombre augmente le risque de souffrir de rachitisme par manque de vitamine D, celle-ci n'étant synthétisée que si une quantité suffisante d’UV pénètre jusqu’au derme. De fait, avant l’apparition des suppléments vitaminés, le rachitisme était particulièrement fréquent en hiver dans les zones tempérées, même chez les Européens à peau claire. Les Inuits au teint cuivré tirent leur vitamine D d'une alimentation particulière riche en graisse d'animaux marins.

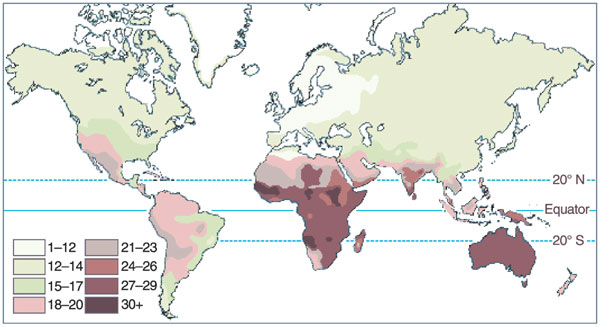
Répartition de la couleur de la peau humaine sur la Terre - carte établie (avant 1940) par le géographe italien Renato Biasutti.

## Classification

### Phototype
Le phototype caractérise la sensibilité de la peau aux rayonnements UV. Le phototype est lié à la production de mélanine par les mélanocytes. Il existe deux principaux types de mélanine : la mélanine noire et la mélanine rouge. La couleur de la peau varie en fonction de la présence plus ou moins importante de mélanine. Seule la mélanine noire (plus importante chez les personnes à phototype élevé) est protectrice vis-à-vis des UV car elle absorbe une partie des rayons. Les personnes à la peau foncée sont donc mieux protégées du soleil que les personnes à la peau claire (phototype faible) chez qui la mélanine rouge est prédominante.
L'Institut national du cancer (INCa) a adopté la classification de Fitzpatrick, selon laquelle il existe six phototypes correspondant à six types de peaux et couleurs de cheveux :
1. Le phototype I correspond à une peau très blanche, des cheveux blonds ou roux et des yeux bleu-vert avec souvent des taches de rousseur ou éphélides. Les coups de soleil sont systématiques, la peau ne bronze jamais et rougit toujours.
2. Le phototype II correspond à une peau claire, des cheveux blond roux à châtain et des yeux clairs à bruns avec parfois des taches de rousseur. Les coups de soleil sont fréquents, la peau bronze à peine ou très lentement.
3. Le phototype III correspond à une peau intermédiaire, des cheveux châtain à bruns et des yeux bruns. Les coups de soleil sont occasionnels et la peau bronze, d'un hâle brun clair.
4. Le phototype IV correspond à une peau claire mate et des cheveux et yeux bruns ou noirs. Les coups de soleil sont rares. La peau bronze bien, d'un brun foncé.
5. Le phototype V correspond à une peau claire mate, des cheveux et des yeux noirs. Les coups de soleil sont rares, la peau bronze bien, d'un brun foncé.
6. Le phototype VI correspond à une peau très foncée, des cheveux et des yeux noirs. Les coups de soleil sont très exceptionnels.

### Mélanotype
Une autre classification, basée sur les caractères phénotypiques (mélanotype), a été présentée en 1981 par une équipe de l'Institut national de la santé et de la recherche médicale (Inserm) :
- Phototype : 0 (albinos), couleur des cheveux : blanc, couleur de la peau hiver : rose, taches de rousseur : 0, érythème : répété, bronzage : 0, capacité de bronzage : 0, protection contre le soleil : 0.
- Phototype : I (roux-roux), couleur des cheveux : roux, couleur de la peau hiver : laiteuse, taches de rousseur : ***, érythème : répété, bronzage : léger, capacité de bronzage : difficile, protection contre le soleil : très faible.
- Phototype : II (roux-blond), couleur des cheveux : doré, couleur de la peau hiver : claire, taches de rousseur : **, érythème : avant bronzage et après longue exposition, bronzage : léger, capacité de bronzage : difficile, protection contre le soleil : faible.
- Phototype : III (roux-brun), couleur des cheveux : châtain, couleur de la peau hiver : claire, taches de rousseur : *, érythème : avant bronzage et après longue exposition, bronzage : moyen, capacité de bronzage : difficile, protection contre le soleil : légère.
- Phototype : IV (blond-blond), couleur des cheveux : blond, couleur de la peau hiver : claire, taches de rousseur : 0, érythème : avant bronzage et après longue exposition, bronzage : moyen, capacité de bronzage : facile, protection contre le soleil : grande.
- Phototype : V (blond-brun), couleur des cheveux : brun clair, couleur de la peau hiver : mate, taches de rousseur : 0, érythème : avant bronzage, bronzage : foncé, capacité de bronzage : très facile, protection contre le soleil : grande.
- Phototype : VI (brun-brun), couleur des cheveux : marron, couleur de la peau hiver : mate, taches de rousseur : 0, érythème : 0, bronzage : foncé, capacité de bronzage : très facile, protection contre le soleil : très grande.
- Phototype : VII (noir), couleur des cheveux : noir, couleur de la peau hiver : noire, taches de rousseur : 0, érythème : 0, bronzage : noir, capacité de bronzage : très facile, protection contre le soleil : très grande.

### Autres tentatives
La photographe Angélica Dass crée le projet Humanæ dans lequel elle classifie les couleurs de peau suivant des modèles de couleur de peinture, en l'occurrence le Pantone. Elle cherche à démontrer que les couleurs de peau sont trop nombreuses pour être artificiellement distinguées. Elle parle de « la continuité subtile de nos couleurs ».

## Pathologies
Certaines maladies ou anomalies génétiques se traduisent par une couleur différente de la peau, sur tout ou partie du corps, avec par exemple l'albinisme, le leucistisme, le mélanisme, l'argyrisme, la caroténodermie, la maladie d'Addison, la jaunisse (ou ictère), etc.